# Visual meteorological conditions
In aeronautica, le visual meteorological conditions (VMC), traducibile come "Condizioni meteo per il volo a vista" sono quelle condizioni meteorologiche in cui il volo a vista (VFR) è permesso, quindi quelle condizioni in cui il pilota ha visibilità sufficiente per pilotare l'aeromobile mantenendo una separazione a vista dal terreno ed altri aeromobili. Queste sono il contrario delle Instrumental Meteorological Conditions (IMC). IMC e VMC sono naturalmente mutuamente esclusive. Il limite fra VMC e IMC è conosciuto come "minime VMC".
Tali condizioni sono definiti tramite un limite di visibilità e una distanza minima dalle nubi e variano in base allo spazio aereo nella quale l'aeromobile si trova.
In Italia, tali minime sono pubblicate in AIP Italia, ENR 1-2 ed ENR 1-4.
Tali minime sono suddivise per tipo di spazio aereo (A-G), per regole di volo (IFR - VFR), tipo di aeromobile (elicotteri - ala fissa), giorno o notte.

## Visibilità e distanze minime dalle nubi

### Regolamento ICAO
La seguente tabella mostra la visibilità le distanze dalle nubi minime
| Intervallo di altitudine | Classe dello spazio aereo | Visibilità | Distanza dalle nubi                                    |
| --- | ------------------------- | ---------- | ------------------------------------------------------ |
| A 3 050 m (10 000 ft)* s.l.m. e al di sopra | A*** B C D E F G          | 8 km       | 1 500 m orizzontalmente 300 m (1000 ft)* verticalmente |
| Al di sotto di 3 050 m (10 000 ft)* s.l.m. e al di sopra di 900 m (3 000 ft) s.l.m. oppure al di sopra dei 300 m (1000 ft) dal suolo, quale dei due valori sia il più alto | A*** B C D E F G          | 5 km       | 1 500 m orizzontalmente 300 m (1000 ft) verticalmente  |
| A 900 m (3 000 ft) s.l.m. o al di sotto oppure al di sotto dei 300 m (1000 ft) dal suolo, quale dei due valori sia il più alto                                             | A*** B C D E              | 5 km       | 1 500 m orizzontalmente 300 m (1000 ft) verticalmente  |
| A 900 m (3 000 ft) s.l.m. o al di sotto oppure al di sotto dei 300 m (1000 ft) dal suolo, quale dei due valori sia il più alto                                             | F G                       | 1,5 km**   | Fuori dalle nubi e con il suolo in vista               |

* Quando l'altitudine di transizione è minore di 3 050 m (10 000 ft) s.l.m., FL 100 deve essere utilizzato in luogo di 10 000 ft.
** Quando previsto dalla appropriata autorità ATS (autorità fornitrice del servizio del traffico aereo):
a) può essere consentita una visibilità ridotta a non meno di 1500 m per i voli che operano:
1. a velocità che, nella visibilità prevalente, darà adeguate possibilità di osservare altro traffico od eventuali ostacoli in tempo per evitare la collisione; o
2. in circostanze in cui la probabilità di incontrare altro traffico è normalmente bassa, ad esempio in zone a basso volume di traffico e per lavoro aereo a bassa quota.

b) Gli elicotteri possono essere autorizzati ad operare a meno di 1500 m di visibilità, se manovrano ad una velocità che darà adeguate possibilità di osservare altro traffico o gli eventuali ostacoli in tempo per evitare la collisione.
*** I valori minimi di VMC nello spazio aereo di classe A sono inclusi come indicazione per i piloti e non implicano l'accettazione di voli VFR nello spazio aereo di classe A.

## In Italia
La normativa vigente in Italia è il regolamento ENAC “Regole dell’Aria Italia” – Ed. 4 Rev. 3 del 24 marzo 2025.

### Voli diurni
| Altitudine | Classe di spazio aereo | Visibilità in volo | Distanza dalle nubi                                        |
| --- | ---------------------- | ------------------ | ---------------------------------------------------------- |
| A livello di volo FL 100 o al di sopra                                                                           | B C D E F G            | 8 km               | Orizzontale: 1500 m Verticale: 1000 ft                     |
| Al di sotto di FL 100 e al di sopra di 3000 ft s.l.m. oppure 1000 ft dal suolo, quale dei due valori il più alto | B C D E F G            | 5 km               | Orizzontale: 1500 m Verticale: 1000 ft                     |
| A 3000 ft s.l.m. o al di sotto o 1000 ft da suolo, quale dei due valori il più alto                              | B C D E                | 5 km               | Orizzontale: 1500 m Verticale: 1000 ft                     |
| A 3000 ft s.l.m. o al di sotto o 1000 ft da suolo, quale dei due valori il più alto                              | F G                    | 5 km(2)(3)         | Fuori dalle nubi ed a stretto contatto visivo con il suolo |

1. I minimi di visibilità per il servizio medico di emergenza con elicotteri (HEMS) sono riportati nei relativi regolamenti. Tali minimi non esentano dal richiedere, ove applicabile, l'autorizzazione VFR/S.
2. Possono operare con una visibilità in volo inferiore a 5 km, ma non inferiore a 1500 m gli aeromobili condotti:
i) ad una velocità indicata di 140 kt o meno; oppure
ii) in aree di attività speciali o di lavoro aereo a seguito di autorizzazione ENAC.
3. Gli elicotteri possono operare con visibilità inferiore a 5 km ma non inferiore a 800 m purché manovrati ad una velocità che, tenuto conto della visibilità, consenta di osservare altro traffico o gli ostacoli in tempo utile per evitare collisioni.

### Voli notturni
Ai voli VFR effettuati da mezz'ora dopo il tramonto a mezz'ora prima del sorgere del sole (orari basati sulle effemeridi) si applicano inoltre le regole per i voli VFR notturni.

#### Velivoli
Nessun volo in VFR notturno può essere pianificato o effettuato a meno che lungo la rotta la situazione meteorologica riporti una visibilità maggiore o uguale a 5 km e una copertura delle nubi minore o uguale a 2/8 ad una quota inferiore a 3000 ft dal suolo.
Il volo VFR notturno può essere condotto negli spazi aerei di classe B, C, D, E, F, G, in contatto visivo con il suolo, alle seguenti condizioni:
1. decollo ed atterraggio: almeno 5 km di visibilità al suolo; copertura delle nubi uguale od inferiore a 2/8 (da rapporto di routine o speciale) ad un'altezza inferiore a 3000 ft dal suolo.
2. fase in rotta: almeno 5 km di visibilità in volo per voli condotti al di sotto di FL100; almeno 8 km di visibilità in volo per voli condotti a FL 100 o al di sopra; distanza dalle nubi verticale 2000 ft, orizzontale 3 km.

Per le operazioni di volo che vengono condotte in zone montuose la visibilità orizzontale in volo deve essere almeno di 8 km.

#### Elicotteri
| Altitudine | Classe di spazio aereo | Visibilità in volo | Distanza dalle nubi                                 |
| --- | ---------------------- | ------------------ | --------------------------------------------------- |
| A livello di volo FL 100 o al di sopra                                                                           | B C D E F G            | 8 km               | Orizzontale: 1500 m Verticale: 1000 ft              |
| Al di sotto di FL 100 e al di sopra di 3000 ft s.l.m. oppure 1000 ft dal suolo, quale dei due valori il più alto | B C D E F G            | 5 km               | Orizzontale: 1500 m Verticale: 1000 ft              |
| A 3000 ft s.l.m. o al di sotto o 1000 ft da suolo, quale dei due valori il più alto                              | B C D E                | 5 km               | Orizzontale: 1500 m Verticale: 1000 ft              |
| A 3000 ft s.l.m. o al di sotto o 1000 ft da suolo, quale dei due valori il più alto                              | F G                    | 3 km               | Fuori dalle nubi ed in contatto visivo con il suolo |